# Franklin, Kentucky
Franklin är en stad i Simpson County i delstaten Kentucky, USA. År 2000 hade staden 7 996 invånare. Den har enligt United States Census Bureau en area på 19,3 km², allt är land. Franklin är administrativ huvudort (county seat) i Simpson County. 